# Idukki (Distrikt)
Der Distrikt Idukki (Malayalam: ഇടുക്കി ജില്ല Iṭukki jilla [ˈiɖukːi ˈdʒilːa]) ist ein Distrikt im südindischen Bundesstaat Kerala. Verwaltungssitz ist die Stadt Painavu.

## Geografie

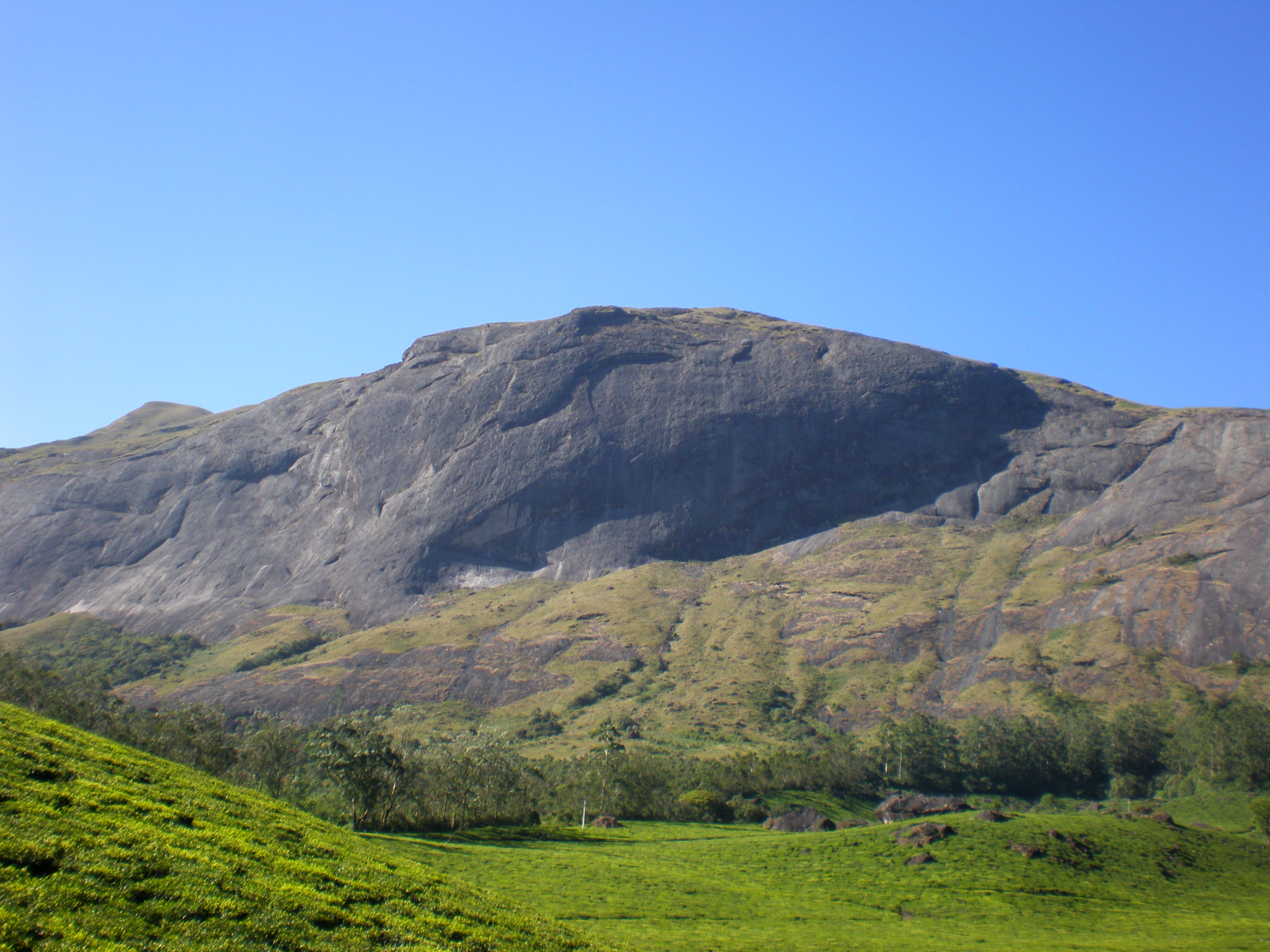
Der Anamudi ist der höchste Gipfel der Westghats

Der Distrikt Idukki liegt im mittleren Teil Keralas im Binnenland am Fuße der Westghats, welche die natürliche Grenze zum Nachbarbundesstaat Tamil Nadu bilden. Mit einer Fläche von 4.358 Quadratkilometern ist er nach dem Distrikt Palakkad der zweitgrößte Distrikt Keralas. Nachbardistrikte des Distrikts Idukki sind Pathanamthitta im Süden, Kottayam und Ernakulam im Westen, Thrissur im Nordwesten (alle Kerala) sowie in Tamil Nadu Coimbatore und Tiruppur im Norden, Dindigul im Nordosten, Theni im Osten sowie Virudhunagar und Tirunelveli im Südosten. Der Distrikt Idukki ist in die vier Taluks Devikulam, Thodupuzha, Udumbanchola und Peermade unterteilt.
Das Gebiet des Distrikts Idukki ist gebirgig und umfasst die Kardamomberge, einen Teil der Westghats. Im Distrikt Idukki liegt der Anamudi, mit einer Höhe von 2695 Metern der höchste Gipfel der Westghats und der höchste indische Berg südlich des Himalaya. Insgesamt gibt es im Distrikt Idukki 14 Zweitausender. Mehr als die Hälfte des Distriktgebiets ist bewaldet. Der Periyar, der längste Fluss Keralas, fließt durch den Distrikt Idukki und ist durch die Idukki-Talsperre zu einem Reservoir aufgestaut.
Das Klima im Distrikt Idukki variiert je nach Höhenlage. Während die tiefer gelegenen Gebiete im Westen ein heißes Klima aufweisen, kann es in den Höhenlagen empfindlich kühl werden. Durch die Lage in den Westghats erhält das Distriktgebiet hohe Niederschlagsmengen. Der Jahresniederschlag variiert dabei zwischen rund 1500 Millimetern in den vergleichsweise trockenen Gebieten im Osten und Nordosten bis hin zu rund 5000 Millimetern in der regenreichen Gegend um Devikulam.

## Geschichte
Das abgelegene Gebiet des heutigen Distrikts Idukki war lange Zeit kaum erschlossen und von Stammesvölkern besiedelt. Während der britischen Kolonialzeit gehörte die Gegend zum Fürstenstaat Travancore. 1877 kaufte der Brite John Daniel Munro einem lokalen Fürsten größere Landgebiete im Gebiet des heutigen Distrikts Idukki ab und gründete die North Travancore Land Planting and Agricultural Society, welche eine Vielzahl von Plantagen anlegte. In der Folge erlebte das Gebiet eine Einwanderungswelle von Arbeitern aus anderen Teilen Keralas und aus Tamil Nadu.
Nach der indischen Unabhängigkeit vereinigte sich Travancore mit Cochin zur Föderation Travancore-Cochin und vollzog 1949 den Anschluss an die Indische Union. Im Zuge der Neuordnung der indischen Bundesstaaten nach Sprachgrenzen durch den States Reorganisation Act kam das Gebiet von Idukki 1956 zum neugegründeten Bundesstaat Kerala, der durch die Zusammenlegung von Travancore-Cochin und des Distrikts Malabar des Bundesstaates Madras entstand. Der Nachbarbundesstaat Madras (heute Tamil Nadu) erhob dabei wegen ihres hohen tamilischen Bevölkerungsanteils Anspruch auf die Taluks Devikulam und Peermade des heutigen Distrikts Idukki. Letztlich kam das Gebiet aber zu Kerala.
Als eigenständiger Distrikt besteht Idukki seit dem 26. Januar 1972. Er entstand aus drei Taluks des Distrikts Kottayam und einem Taluk des Distrikts Ernakulam. Eine kleine Grenzkorrektur erfolgte am 14. Februar 1972. Am 9. Oktober 1982 wurden wiederum Teile des Distrikts Idukki dem neugegründeten Distrikt Pathanamthitta zugeschlagen.

## Bevölkerung

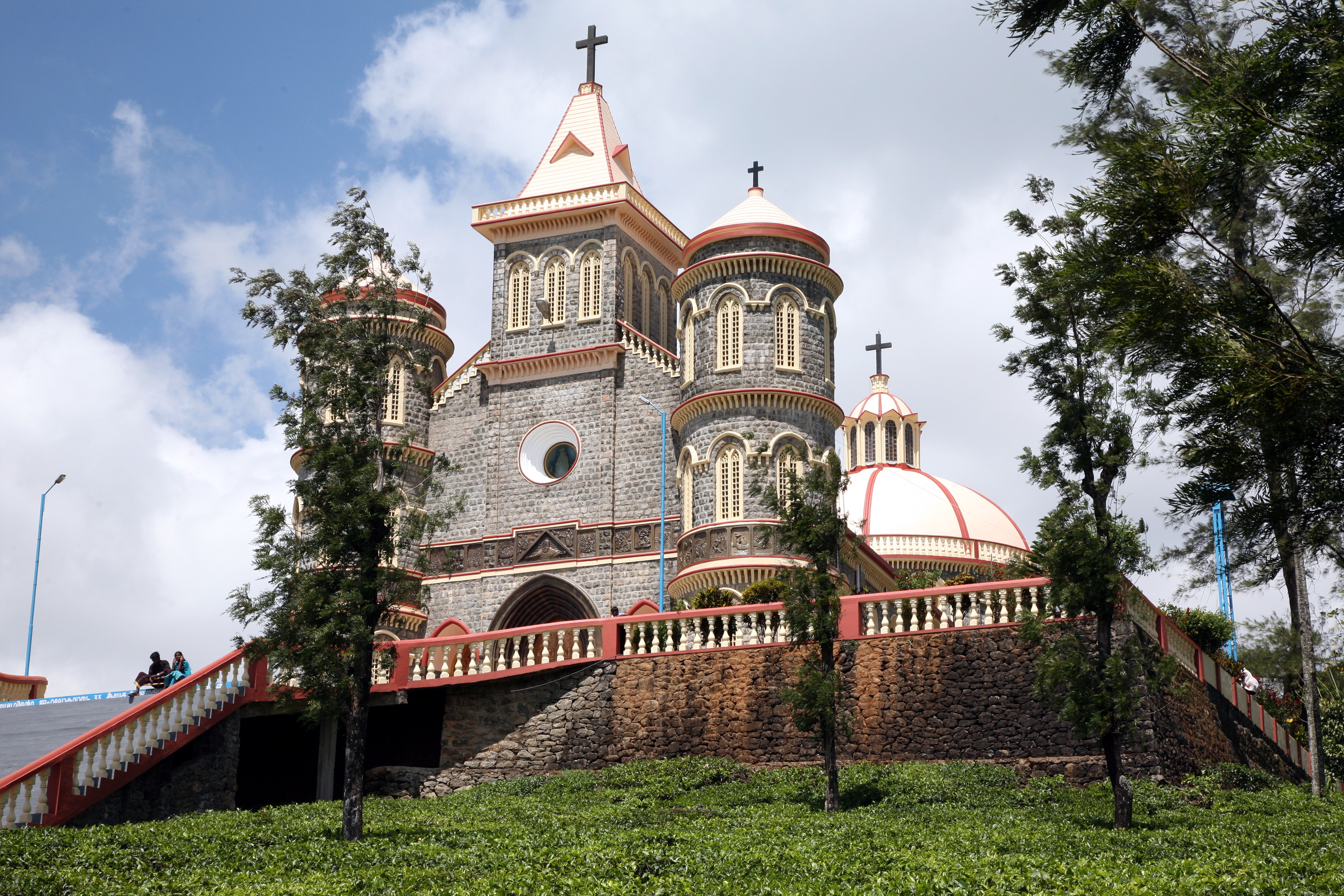
Das Christentum ist im Distrikt Idukki stark vertreten: Hier die Kirche von Pattumala

Der Distrikt Idukki ist wegen seines gebirgigen Terrains verhältnismäßig dünn besiedelt. Bei der Volkszählung 2011 betrug seine Einwohnerzahl 1.108.974. Gemessen an der Einwohnerzahl war Idukki nach Wayanad der zweitkleinste Distrikt Keralas. Mit 255 Einwohnern pro Quadratkilometer wies Idukki die niedrigste Bevölkerungsdichte aller Distrikte Keralas auf. Idukki ist eine der wenigen Regionen Indiens mit rückläufiger Bevölkerungsentwicklung: Zwischen 2001 und 2011 schrumpfte die Einwohnerzahl um 1,8 %. Die Alphabetisierungsquote lag 2011 mit 92,0 % knapp unter dem Mittelwert Keralas (94,0 %), aber weit über dem gesamtindischen Durchschnitt von 74,0 %.
Durch die Einwanderung von Plantagenarbeitern aus dem benachbarten Tamil Nadu ab dem 19. Jahrhundert gibt es im Distrikt Idukki einen nicht unbeträchtlichen tamilischen Bevölkerungsanteil. Außerdem gehören die abgelegenen Berggegenden des Distrikts Idukki zu den Rückzugsräumen der Adivasi. Die indische Volkszählung 2011 klassifizierte 5,0 % der Distriktbevölkerung als Angehörige der registrierten Stammesbevölkerung (scheduled tribes). Die wichtigsten Religionen im Distrikt Idukki sind Hinduismus und Christentum. Nach der Volkszählung 2011 waren 48,9 % der Einwohner des Distrikts Hindus, 43,4 % bekannten sich zum Christentum. Damit hatte der Distrikt Idukki den zweithöchsten christlichen Bevölkerungsanteil der Distrikte Keralas. Muslime waren mit 7,4 % eine kleinere Minderheit.

## Wirtschaft und Infrastruktur

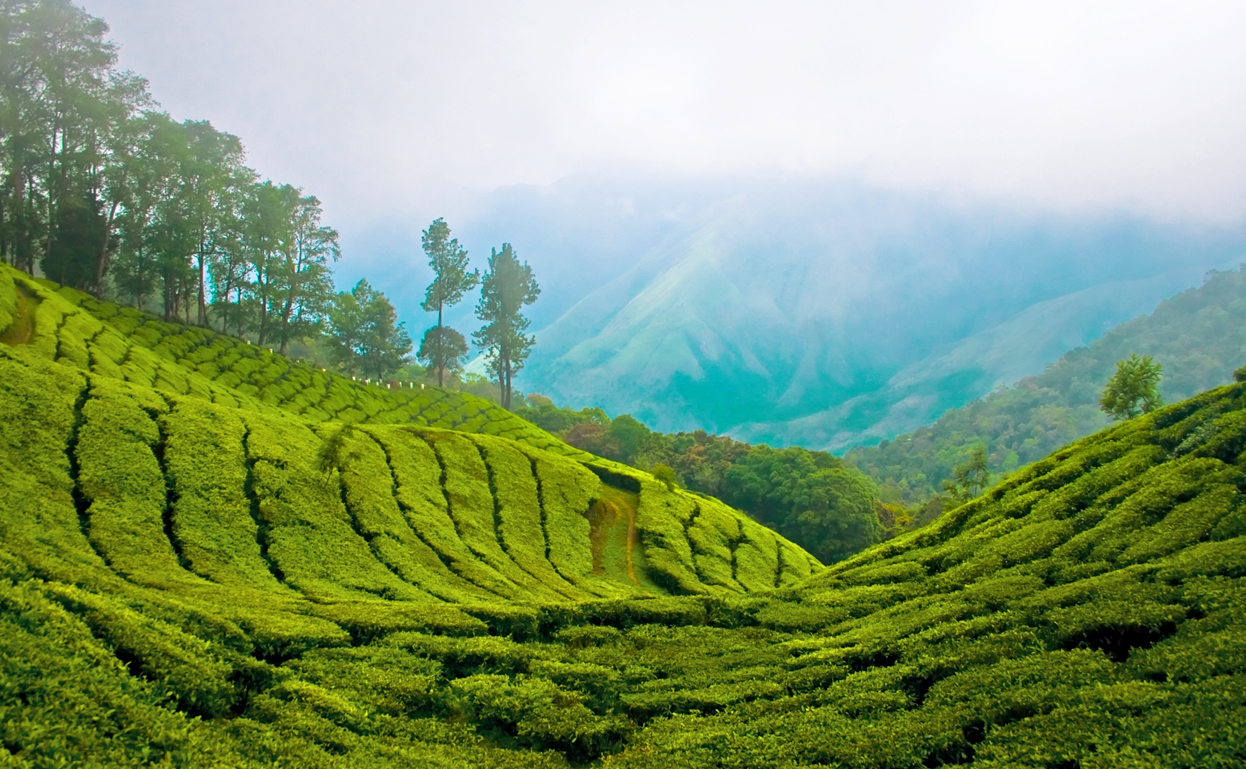
Teeplantagen bei Munnar

Der wichtigste Erwerbszweig im Distrikt Idukki ist die Landwirtschaft. Angebaut werden Produkte, die in Höhenlagen gedeihen, vornehmlich Gewürze (Kardamom, Pfeffer), Kautschuk, Tee und Kaffee. Die Verfügbarkeit von Weideland und das gemäßigte Klima bieten zudem gute Bedingungen für die Viehzucht. Im Gebiet des Distrikts Idukki liegt der Eravikulam-Nationalpark und der größte Teil des Periyar-Nationalparks sowie der vor allem bei einheimischen Touristen beliebte Bergort Munnar. Hier spielt der Fremdenverkehr eine bedeutende Rolle als Wirtschaftsfaktor.
Durch Idukki führt der National Highway 49 von Kochi über Madurai nach Rameswaram. An das Eisenbahnnetz ist der Distrikt Idukki nicht angeschlossen. Die nächsten Bahnhöfe befinden sich in Kottayam bzw. Ernakulam.

## Städte
| Stadt           | Einwohner (2001) |
| --------------- | ---------------- |
| Idukki Township | 11.014           |
| Thodupuzha      | 46.226           |